# Cathédrale Notre-Dame-des-Victoires de Makokou
Cette  cathédrale n’est pas la seule cathédrale Notre-Dame-des-Victoires.
La cathédrale Notre-Dame-des-Victoires est une cathédrale catholique située à Makokou, au Gabon. Elle est le siège du vicariat apostolique de Makokou.